# 二苄基硫醚
二苄基硫醚是一种有机硫化合物，化学式C14H14S，为无色或白色固体，可溶于非极性溶剂。

## 结构
二苄基硫醚是正交晶系的晶体，空间群Pbcn，晶胞参数a=13.991 Å b=11.3985 Å c 7.2081 Å。它在气相时和固相一样，有着C2对称性。

## 制备
二苄基硫醚工业上利用氯化苄和硫化钾的反应经蒸馏得到。 它也可通过二苄基二硫化物和膦类试剂的脱硫反应得到。